# Makuya

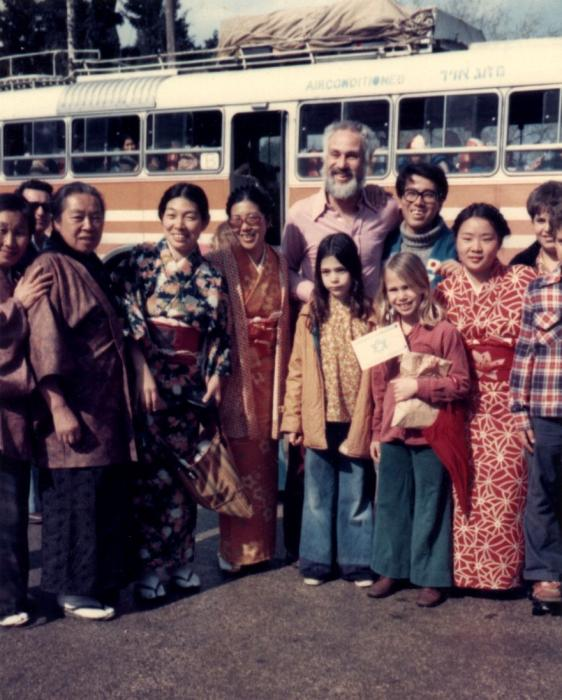
Mitglieder der Makuya-Bewegung zu Besuch in Israel

Makuya ist eine religiöse Bewegung aus Japan, die 1948 von Ikurō Teshima (1910–1973) gegründet wurde. Der Begriff ist eine japanische Übersetzung des hebräischen Wortes Mischkan bzw. Stiftszelt. Zu den Grundprinzipien der Bewegung gehört die Unterstützung des Judentums und des Staates Israel.

## Beschreibung
Der Sitz der Makuya-Bewegung ist in Tokio. Die Bewegung umfasst etwa 200 Gemeinden, die meisten davon in Japan. Einige befinden sich auch in den USA, Kanada, Südkorea und Taiwan. Die Mitgliederzahl wird auf einige Zehntausend geschätzt, obwohl dazu keine genauen Quellen vorliegen. Neben christlichen Festen wie Weihnachten, Ostern und Pfingsten werden auch der jüdische Sederabend und das Laubhüttenfest gefeiert, an dem eine Wallfahrt nach Jerusalem unternommen wird. Makuya kennt weder religiöse Autoritäten mit Beschlusskraft noch festgeschriebene Gebote. 
Die Prediger versehen ihre Aufgabe meist im Nebenberuf und werden Lehrer genannt. Die Gebete sind teils den Psalmen entnommen und enthalten zahlreiche Lieder, darunter Jeruschalajim schel sahav. Es gibt ein Makuya-Theater, das beispielsweise Anatevka aufführt, sowie Chöre und Orchester, die sowohl religiöse jüdische Musik (Chasanut) als auch Klezmermusik vortragen, manchmal zusammen mit dem Jerusalem Symphony Orchestra.

## Geschichte
Die Makuya-Bewegung wurde durch den Geschäftsmann Abraham Ikurō Teshima aus Kumamoto im Süden Japans gegründet. Den Anstoß zum Aufbau der religiösen Bewegung erhielt Teshima durch eine Offenbarung. Nach der Kapitulation Japans am Ende des Zweiten Weltkriegs war er vor anrückenden US-Soldaten auf den Vulkan Aso geflüchtet und hörte dort einen Vers aus dem Buch Amos. Bei Besuchen in Israel traf Teshima sich unter anderem mit Martin Buber und Hugo Bergmann. Mitglieder der Gruppe pflegten zudem Kontakte mit Rabbinern und jüdischen Gelehrten wie Raw Kook und Abraham Joshua Heschel. Die Gründung von Makuya erfolgte im Mai 1948, zur selben Zeit wie die israelische Unabhängigkeitserklärung.

## Beziehungen zu Israel

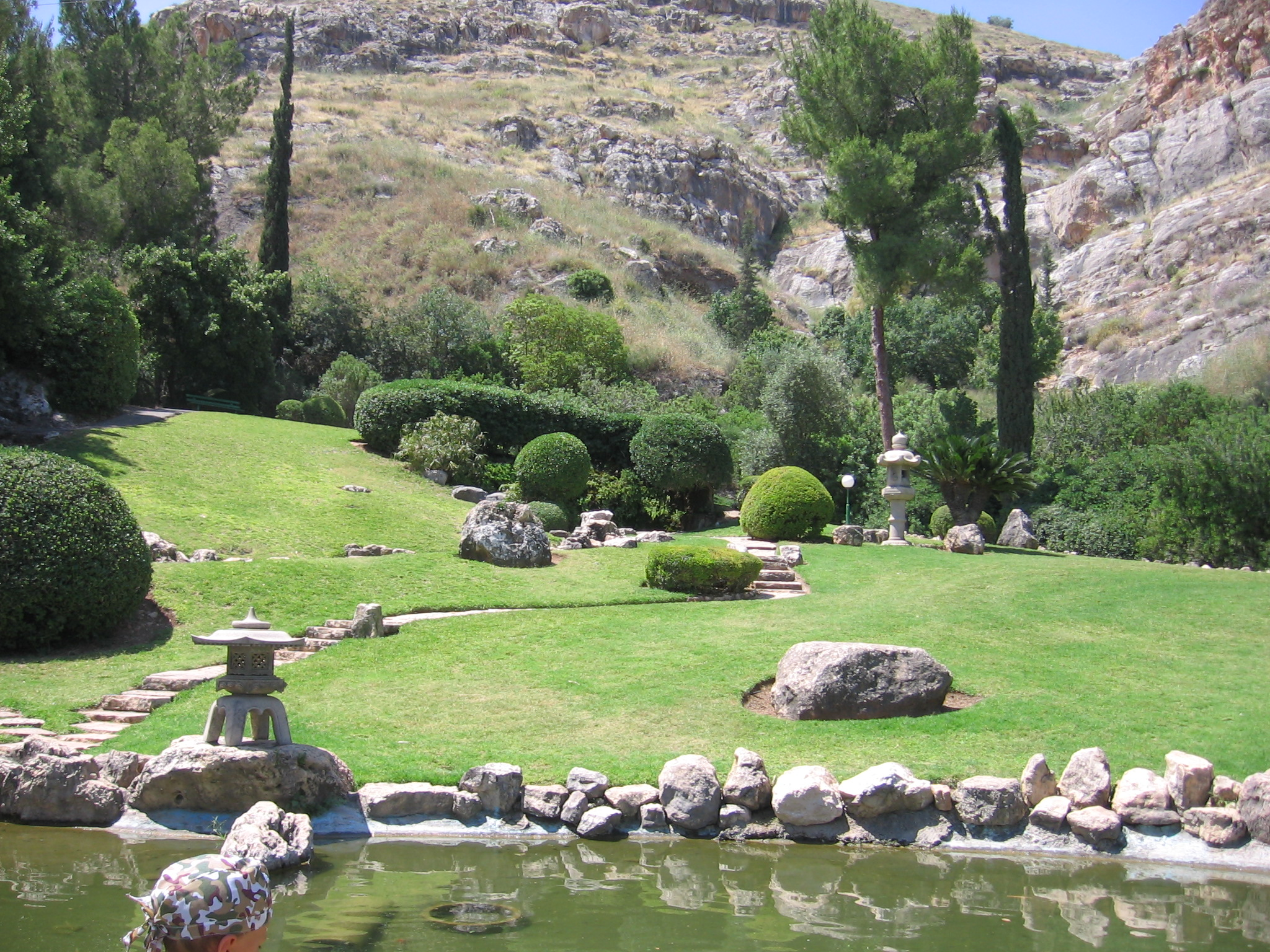
Japanischer Garten im Kibbuz Chefziba

Die wichtigste Wallfahrt der Makuya findet am Laubhüttenfest statt, zu dem Vertreter der Makuya nach Jerusalem entsandt werden. Höhepunkt der Veranstaltung ist jeweils eine Zeremonie an der Klagemauer.
Jugendliche Makuya-Mitglieder kommen für einen zeitlich begrenzten Aufenthalt nach Israel. Sie nehmen dort einen hebräischen Namen an und besuchen die christlichen und jüdischen heiligen Stätten. Sie lernen Ivrit in einem Ulpan, um die Bibel im Original lesen zu können. Zum 50-jährigen Jubiläum des Kibbuz Chefziba, der seit 1962 Beziehungen zu den Makuya unterhält, wurde dort 1972 ein japanischer Garten eröffnet. Auch in Jerusalem gibt es ein Makuya-Zentrum.
Der „Makuya-Wald“, in den 1970er Jahren vom Jüdischen Nationalfonds angelegt, befindet sich in der Nähe von Mitzpe Netofa, einer religiösen Gemeinschaftssiedlung im Norden Israels. Zum Gedenken an den Gründer Ikurō Teshima wurde ein weiterer Wald in Ramot angelegt, einer Vorstadt von Jerusalem. Während der Errichtung der nahegelegenen israelischen Siedlung Ramat Shlomo in der Westbank wurde dieser Wald nach Sha'ar HaGai verlegt.
Im Jahr 2011 besuchte eine Delegation der Makuya die Knesset und wurde vom späteren Staatspräsidenten Reuven Rivlin begrüßt.